# 吳保錡
吳保錡（英語：Poki Ng，1991年1月25日—），香港男歌手及藝人，2018年透過參加ViuTV選秀節目《Good Night Show 全民造星》進了最後二十強而入行，成為男子偶像組合ERROR (香港組合)成員。在2022年推出了個人單曲《猥瑣》，成為2022年度的樂壇男新人。2023年首次參加《第25屆渣打香港馬拉松》10公里項目，其後與柳俊江共同創立「大埔民間體育會」。2024年尾加盟「全民足球體育會」，代表「聖若瑟足球會」參加香港足球總會丙組聯賽，成為半職業足球員。2025年5月11日第一次以正選球員身份上陣。

## 簡介

#### 2015年-2020年
吳保錡於2015年出道，曾經參選《猛龍特囧》香港網絡男神選舉及拍攝《奇緣灰姑娘》和《男人唔可以窮》等電影，當時洋名為Kelvin。2017年尾至2018年初曾參加亞洲電視「你的藝人」藝員招募活動並幾乎簽約。於2018年吳保錡參加ViuTV選秀節目《Good Night Show 全民造星》，繼而進入廿強而令大眾認識，比賽結束後與肥仔（梁業）、DeeGor（何啟華）和193（郭嘉駿）組成男子偶像組合ERROR，並於2018年12月2日推出歌曲《404》作為出道作品。後與ERROR其他成員一同參加ViuTV節目《花姐ERROR遊》，因其挑戰食辣拉麵及魚頭的勇敢表現而獲得不少讚賞，其金句如「快吞轟」及「唯快不破」更流行一時。同年9月《花姐ERROR遊2》推出，而組合ERROR亦於10月2日於麥花臣體育館演出首次Talk Show《人到中年 口不擇言》ERROR道歉招待會，演出獲得不少讚賞。
吳保錡自幼喜愛音樂，懂鋼琴、小號及結他，除了以ERROR身份推出的團體歌曲外，他同時亦以獨立音樂人身分PØK1與其他音樂人包括JNYBeatz、Delta T及Madboii等合作自資推出多首歌曲。於訪問中吳保錡曾表示於2020年他決定每月推出一首歌曲，而於當年他總共自資推出了15首歌曲，其中與JNYBeatz及Delta T合作的歌曲《Can’t Stop》頗受樂評人好評。

#### 2021年
1月初因爆出三角戀緋聞而短暫宣佈休息。4月時《ERROR自肥企畫》的熱播，吳保錡於節目中成功完成高難度片石及電結他挑戰，令觀眾重新認識其真性情並對其改觀。亦因為這個節目，吳保錡獲得了跟隨著名電結他手Jason Kui學習電結他的機會。於節目結束播放後，吳保錡亦以獨立音樂人身分PØK1推出一手包辦曲詞的歌曲《W.W.W.M》，繼續其於音樂上之創作。其後，ERROR於7月12日推出的派台歌《我們不chok》亦由他聯同JNYBeatz及Delta T共同參與作曲。8月，吳保錡及ERROR成員為日本動畫電影《鱷魚君最後的100天》配音，為他首次擔任電影配音工作。

#### 2022年
4月18日，吳保錡首次以ERROR成員名義推出獨唱單曲《猥瑣》，MV於ERROR官方YouTube頻道首播，並獲得Chill Club冠軍歌佳績，同年9月30日推出第二首派台作品《羅曼蒂克衰亡史》。於11月23日推出第三首個人派台作品《Am I Crazy?》，此曲找來日本作曲班底主理，充滿J-Rock味道，與先前兩首作品風格截然不同。於年尾《新城勁爆頒獎典禮》獲得「勁爆新人」獎項。
同年，吳保錡亦出任NowTV 2022世界杯宣傳大使。另外於12月16-19日ERROR亦於九展Star Hall舉行了四場《明星生活》live show。

### 2023年
4月20日推出第4首個人單曲《Echo My Heart》，歌曲風格屬日本搖滾樂作品。創作歌曲時邀請日本的《幪面超人》系列歌曲創作班底Josef Melin及MiNE作曲，鍾雪填詞和Jason Kui擔任監製，保錡借歌曲寄喻突破自己的人生，不要原地踏步。於5月8日的《Chill Club推介榜年度推介22/23》上獲得男新人銀獎。ERROR首部擔正演出的電影《陰目偵信》亦定檔於8月10日上映。
2023年8月1日，古巨基公佈「I Really Love To Sing」音樂企劃第十回，他與30位新晉歌手翻唱於2005年推出並收錄於同名專輯的《星戰》，當中包括吳保錡。
2023年9月22日推出第5首個人單曲《黑貓》。

### 2024年
拍攝將近一年的跑步節目《公司冇逼我跑馬拉松》在1月份播出並大受歡迎。節目一眾主持與Kolor合作推出以跑步為主題的歌曲《一二一二》，另外亦有保錡與Kolor主音Sammy合唱的派台版本。
在1月21日舉行的渣打馬拉松以45分完成10k賽事，比去年快將近10分鐘。
2月時受邀往中文大學任演講嘉賓，和在場學生分享演藝事業的見聞。
於4月與歌手方皓玟合作推出歌曲《人間垃圾》。5月時創作歌手Goo Chan受他的「笑一個」行動啟發創作了一首歌，兩人之後合作推出歌曲《笑一個》還在旺角街頭進行了一次「笑一個」busking。
在6月22日舉行的《飛越啟德 100KM 跑步機慈善挑戰賽2024》，聯同「大埔民間體育會」成員陳安立、網紅 Melody 及 ERROR《我們不Chok》和《猥瑣》MV導演何圖，一起參加10K組別的室內跑步接力賽，並贏得冠軍。
7月5日受邀去到荃灣公立何傳耀紀念中學跟學生們分享追夢的感受；談及「改變」同埋「先苦後甜」兩個命題。
同月12日，跟肥仔一起到東華三院陳兆民中學做一個DSE放榜分享。
於11月推出個人歌曲《跑吧，小丑》
12月20日出席在啟德體育館體藝館舉辦的《CHILL เก่ง Music Festival》，並與Rover 同  MIRROR成員是AK × Jer × Lokman× Tiger x ROVER x ERROR(樂隊組合)，他們有3個組合唱出了極樂和娛樂人生。ERR0R，樂隊SCRUBB和，最後全體成員大合唱《Last Christmas》結尾

### 2025
1月6日 首次合作歌曲 Poki& ROVER& JNY collab《跑吧，小丑 》
1月25日 ERROR演唱會《ERROR WHAT GOING WRONG》

### 軼事
- 因經常爆出金句而為人熟悉。金句包括「快吞轟」、「貧窮限制工作態度」、「地底泥」、和港普金句「禾Bu是賣飛滴」等。
- 於2023年首次參加《第25屆渣打香港馬拉松》10公里項目，最終以55分鐘完成賽事。及後他亦繼續參加各式跑步比賽，自稱是「音樂運動員」﹐其後與柳俊江共同創立「大埔民間體育會」，與大埔街坊一同跑步。[26]。
- 出道4年獲得多次銀幕接吻機會，但皆只和男人接吻[27]。
- 2024年threads興起，保錡在threads發起「笑一個」行動，散播正能量，人稱「ViuTV笑一哥」。
- 吳保錡熱愛足球，少年時代曾為區隊成員，於2024年開始加入本地丙組足球隊「聖約瑟足球會」，一圓少年時代足球夢。

## 演出作品

### 電視節目（ViuTV）
| 年份   | 推出                   | 節目                               | 角色及集數                                                         | 備註 |
| 2018年 | 9月30日                | 《Good Night Show 全民造星》       | 參賽者（所有集數）                                                 | |
| 2019年 | 2月4日                 | 《花姐ERROR遊》                    | 主持（所有集數）                                                   | |
| 2019年 | 2月5日                 | 《Error金豬賀歲暨花姐巡遊》        | 主持                                                               | |
| 2019年 | 6月16日                | 《週日慶功宴》                     | 嘉賓（第3集）                                                      | 《Cooking Gigi台灣篇》宣傳 |
| 2019年 | 7月8日                 | 《Cooking Gigi台灣篇》             | 主持（所有集數）                                                   | 與ERROR成員肥仔、黃淑儀同為節目主持 |
| 2019年 | 7月29、30日            | 《估你唔到》                       | 嘉賓（第1、2集）                                                   | 同ERROR成員193、肥仔一同出席 |
| 2019年 | 9月2日                 | 《花姐ERROR遊2》                   | 主持（所有集數）                                                   | |
| 2019年 | 9月13日                | 《總有一瓣喺左近》                 | 嘉賓（第104集嘉賓）                                                | 呢集主題係「中秋攪笑鬼故」 |
| 2019年 | 11月3日                | 《港男入贅手冊》                   | 主持（第5-8集越南篇主持）                                          | 與ERROR成員193同任主持 |
| 2019年 | 11月10日               | 《Chill Club》                     | 參與歌手（第3集）                                                  | |
| 2020年 | 1月13日                | 《全民來電》                       | 主持（全部集數）                                                   | |
| 2020年 | 1月18日                | 《鼠年行運要點相》                 | 嘉賓                                                               | |
| 2020年 | 1月18日                | 《電競巨Sing Show》                | 表演嘉賓                                                           | |
| 2020年 | 2月14日                | 《辣伙頭》                         | 嘉賓（第5集）                                                      | 與ERROR成員肥仔、MIRROR成員EDAN一同擔任嘉賓 |
| 2020年 | 5月17日                | 《Chill Club》                     | 參與歌手（第29集）                                                 | |
| 2020年 | 5月28日                | 《萬人幫拖攪邊科》                 | 嘉賓（第4集）                                                      | 與ERROR成員193一同演出 |
| 2020年 | 6月8日                 | 《ERROR自救TV》                    | 主持（全部集數）                                                   | |
| 2020年 | 6月29日                | 《索女人妻ichi烹》                 | 嘉賓（第1集）                                                      | 與ERROR成員肥仔一同擔任嘉賓 |
| 2020年 | 7月8日                 | 《大發夢家》                       | 主持                                                               | |
| 2020年 | 8月11日                | 《辣伙頭‧開伙》                    | 嘉賓（第6及12集）                                                  | |
| 2020年 | 9月6日                 | 《Chill Club》                     | 參與歌手（第45集）                                                 | |
| 2020年 | 9月14日                | 《鬼同妳上位》                     | 主持（全部集數）                                                   | |
| 2021年 | 1月5日                 | 《膠戰》                           | 嘉賓（第12集）                                                     | |
| 2021年 | 1月17日                | 《十六分音符》                     | 嘉賓（第14集）                                                     | |
| 2021年 | 1月27日                | 《調查男女》                       | 嘉賓（第13集）                                                     | 與莊韻澄同任嘉賓 |
| 2021年 | 2月22日                | 《克服他她它》                     | 嘉賓（第1、2集）                                                   | 與MIRROR成員江熚生、柳應廷同任嘉賓，克服畏高問題 |
| 2021年 | 3月22日                | 《最後一屆口罩小姐選舉》           | 主持（全部集數）                                                   | |
| 2021年 | 4月5日                 | 《考有Feel》                       | 嘉賓(第1-2,5-6,9-12,15-16,19-20集)                                 | |
| 2021年 | 4月11日                | 《異國風情畫》                     | 主持（第10-13集台灣篇及大陸篇）                                    | |
| 2021年 | 5月3日                 | 《ERROR自肥企劃》                  | 主持（全部集數）                                                   | |
| 2021年 | 7月18日                | 《Chill Club》                     | 參與歌手（第89集）                                                 | ERROR全體參與，演唱歌曲包括《我們不Chok》、《I Promise》、《Don't Give A》、《哪裡只得我共你》及《I want it that way》 |
| 2021年 | 7月23日                | 《2020東京奧運開幕禮》             | 嘉賓                                                               | ERROR全體參與 |
| 2021年 | 7月23日                | 《生存演技派》                     | 嘉賓(第15集)                                                       | ERROR全體參與，演唱改編版《我們很帥》 |
| 2021年 | 7月23日                | 《奧運有得揀－開幕禮》             | 主持                                                               | |
| 2021年 | 7月24日                | 《奧運有團伙 精彩一夜》            | 主持（主持集數日子：7月24日、7月27-28日、7月30日、8月4日、8月8日） | 與體育主持馬啟仁（Keyman）一同擔任主持 |
| 2021年 | 8月8日                 | 《奧運有得揀－閉幕禮》             | 主持                                                               | |
| 2021年 | 9月2日                 | 《囝囝女女730》                    | 嘉賓（第151集）                                                    | 演唱《必殺技》一曲，與CY合唱《好人》，於節目內亦談及自己創作音樂、參與綜藝節目的心得，並示範玩搖搖技術 |
| 2021年 | 9月4日                 | 《力圖打排球》                     | 嘉賓                                                               | 演唱《我們不chok》一曲及與《男排女將》其他演員進行排球比賽等競技活動 |
| 2021年 | 9月11日                | 《水著考有FEEL》                   | 嘉賓                                                               | 《考有Feel》水上樂園特別版 |
| 2021年 | 9月20日                | 《夕陽新丁》                       | 嘉賓（第1集） 主持（第5集） 主持（第10集）                         | 於第5集到廣東理髮店學習傳統理髮技巧，於第10集到傳統蛇舖學捉蛇 |
| 2021年 | 10月9日                | 《辣王傳》                         | 主持（第5集）                                                      | |
| 2021年 | 10月16日               | 《ViuTV 2022》                     | 表演嘉賓                                                           | 以ERROR身份演唱歌曲《我們不chok》及介紹ViuTV新吉祥物「生菜」出場 |
| 2021年 | 10月18日               | 《台灣乜都拜》                     | 嘉賓（第6-8集）                                                    | |
| 2021年 | 11月6日                | 《Chill Club The New Vibes》       | 參與歌手                                                           | 為ERROR成軍首個音樂會，與鄭欣宜、岑寧兒、陳凱詠一齊演出，其中獨唱《海濶天空》及《二等二使》兩首歌，亦與歌手岑寧兒合唱《Shallow》、與DEE、鄭欣宜合唱《請勿客氣》。ERROR合唱歌曲則包括《宇宙最強》、《我們不chok》以及《我們很帥》 |
| 2021年 | 11月18日               | 《香港秘密搜查官》                 | 客席主持（第14集）                                                 | ERROR全體參演 |
| 2021年 | 12月30及31日           | 《我不是廢老》                     | 評判（第14、15集）                                                 | 與七師傅、強尼同任決賽評判 |
| 2022年 | 1月28日                | 《七福星》                         | 嘉賓                                                               | 同ERROR成員郭嘉駿一起參與 |
| 2022年 | 2月28日同3月14日       | 《今日疫情》                       | 嘉賓（第1、11集）                                                  | 與ERROR成員何啟華（第1集）、郭嘉駿（第11集）一同參與 |
| 2022年 | 3月20日                | 《Chill Club》 (第124集)           | 嘉賓                                                               | ERROR全體出席，演唱《愛情值日生》等歌曲，並獨唱《森林》。 |
| 2022年 | 4月2日                 | 《爆谷一周》 (第9集)               | 嘉賓                                                               | ERROR全體出席 |
| 2022年 | 4月6日至今（逢星期三） | 《MM730 - Auntie妳好》             | 主持                                                               | |
| 2022年 | 4月20-21日             | 《肥美人》                         | 嘉賓（第8-9集）                                                    | |
| 2022年 | 4月24日                | 《Chill Club 推介榜年度推介21/22》 | 嘉賓                                                               | ERROR全體出席，演唱《我們很帥》一曲，ERROR於頒獎典禮上奪得組合銅獎。 |
| 2022年 | 6月6日                 | 《Chill Club》                     | 參與歌手                                                           | 演唱《猥瑣》 |
| 2022年 | 6月25日                | 《爆谷一周》（第二十集）           | 嘉賓                                                               | 與陶大宇同任嘉賓 |
| 2022年 | 7月8日、11日           | 《運動勇者塔》（第5、6、14及15集） | 嘉賓                                                               | 於第5、6集與許賢進行足球挑戰，於第14、15集進行棒球挑戰 |
| 2022年 | 7月10日                | 《Chill Club》（第139集）          | 嘉賓                                                               | 演唱冠軍歌《猥瑣》 |
| 2022年 | 7月25日                | 《拆你個夢》                       | 主持                                                               | |
| 2022年 | 8月15日                | 《尾二一屆口罩小姐選舉》           | 主持                                                               | |
| 2022年 | 9月19日、26日          | 《困獸鬥》                         | 主持                                                               | |
| 2022年 | 9月19日、20日          | 《你是我的後援會》                 | 嘉賓（第1、2集）                                                   | |
| 2022年 | 11月13日               | 《ERROR自爆96小時》                | 主持                                                               | |
| 2022年 | 11月20日               | 《90分鐘狂熱倒數》                 | 主持                                                               | |
| 2022年 | 12月3日                | 《ViuTV 2022》                     | 出席                                                               | ERROR全體出席，介紹新劇《極度俏郎君》及演唱歌曲《愛情值日生》 |
| 2023年 | 1月28日                | 《Fashion Killer》                 | 結局篇嘉賓評判                                                     | |
| 2023年 | 2月12日                | 《Chill Club》（第166集）          | 嘉賓                                                               | 與光頭幫等人演唱《天水圍驚驚》和《十八》兩曲，獨自演唱歌曲《葡萄成熟時》和《Everyone》、及與Dee演唱《Am I Crazy?》 |
| 2023年 | 2月20日                | 《究食狩獵王》                     | 主持                                                               | |
| 2023年 | 2月26日                | 《Chill Club》（第168集）          | 嘉賓                                                               | ERROR全體演唱冠軍歌《Never Come Back》 |
| 2023年 | 5月6日                 | 《ViuTV年中無休2023節目發佈會》    | 出席藝人                                                           | 宣傳新節目 |
| 2023年 | 5月7日                 | 《Chill Club推介榜年度推介22/23》  | 出席歌手                                                           | 以歌手身份獲男新人銀獎、ERROR獲組合銀獎 |
| 2023年 | 6月6日                 | 《粉絲福利署》                     | 嘉賓（第61集）                                                     | |
| 2023年 | 7月20日                | 《集合吧!全星放暑假》              | 主持                                                               | |
| 2023年 | 7月21日                | 《全星暑假-ERROR暑假自作業》       | 主持和綜藝                                                         | |
| 2023年 | 8月12日                | 《爆谷一周》                       | 嘉賓                                                               | 宣傳ERROR主演節目《陰目偵信》 |
| 2023年 | 8月17日                | 《突然探班》（第1、2、3、5集）     | 受訪者                                                             | 受訪 |
| 2023年 | 10月13日               | 《Viu2024》                        | 出席藝人                                                           | 宣傳新節目 |
| 2023年 | 12月4日                | 《究竟讀緊乜》                     | 主持                                                               | [ 32 ] |
| 2023年 | 12月30日               | 《《ERROR五周年奇妙的旅程》》      | 主持                                                               | ERROR五周年慶祝活動 |
| 2024年 | 1月15日至              | 《公司冇逼我跑馬拉松》             | 主持                                                               | |
| 2024年 | 1月21日                | 《Chill Club》                     | 表演嘉賓                                                           | ERROR與KOLOR同為表演嘉賓 |
| 2024年 | 1月22日                | 《同A.I.開片》                     | 嘉賓                                                               | |
| 2024年 | 5月9-10日              | 《唔鹹唔淡香港指南》               | 嘉賓（第4-5集）                                                    | |
| 2024年 | 5月27日                | 《AUNTIE妳好東南亞玩番轉》         | 主持                                                               | |
| 2024年 | 6月17日                | 《我們與金牌的距離》               | 參賽者                                                             | |
| 2024年 | 6月20號                | 《Chill Club》(第230集)            | 表演歌手                                                           | 與方皓玟演唱《人間垃圾》 |
| 2024年 | 6月22號                | 《「足」動ERROR去踢波》            | 主持（全部集數）                                                   | 與ERROR成員梁業（肥仔）、何啟華（Dee）、郭嘉駿（193）一齊主持 |
| 2024年 | 6月29號                | 《周六食花生》                     | 受訪                                                               | 與許博文（强尼）、ERROR成員梁業（肥仔）接受訪問 |
| 2024年 | 7月4號                 | 《音樂系》                         | 受訪                                                               | 與何雁詩、B-Boy C Plus 分享音樂同埋運動哲學 |
| 2024年 | 7月22號                | 《噢！運動主持都要選 》            | 主持                                                               | 與許博文（強尼)、ERROR成員梁業（肥仔）一起主持 |
| 2024年 | 11月4號                | 《呢度住吓 嗰度住吓 》             | 主持                                                               | 與蒙嘉慧、陳海寧一同主持 |
| 2024年 | 11月23號               | 《爆谷一周 》                      | 嘉賓                                                               | 宣傳節目《ERROR死腳膠千萬巨蛋自作夢》 |
| 2024年 | 11月25號               | 《ERROR死腳膠千萬巨蛋自作夢》      | 主持                                                               | 與ERROR一同主持 |

### 電影／微電影
| 年份   | 電影                         | 角色             |
| 2013年 | 《古惑仔：江湖新秩序》       | 泊車仔           |
| 2014年 | 《男人唔可以窮》             | 以娜友人         |
| 2014年 | 《奇緣灰姑娘》               | 警員             |
| 2017年 | 《藍天白雲》                 | 欺凌同學的壞學生 |
| 2017年 | 《青春戰記》                 | 學霸             |
| 2019年 | 《失蹤 (電影)》              | 童黨             |
| 2020年 | 《冥通銀行特約：翻生爭霸戰》 | 陰間攝製隊一員   |
| 2021年 | 《鱷魚君最後的100天》        | 阿鼴 (粵語配音)  |
| 2022年 | 《闔家辣》                   | 熱狗店年輕人     |
| 2022年 | 《足動生命》(微電影)         | 阿培             |
| 2023年 | 《陰目偵信》                 | 伍伯良           |
| 2024年 | 《12怪盜》                   | 客串             |

### 電視劇（ViuTV）
| 年份   | 名稱           | 角色及出場集數                                                                      |
| 2018年 | 《做演藝嘅》   | 飾演 學生監製（第7集）                                                              |
| 2019年 | 《退休女皇》   | 飾演 Freddy                                                                         |
| 2019年 | 《娛樂風雲》   | 飾演 方志海（Roy / Rona）（於第55集中段登場，角色於56-58、84-85、88及92集亦會出現） |
| 2020年 | 《男排女將》   | 飾演 記者（第13集及第17-18集）                                                      |
| 2021年 | 《太平紋身店》 | 飾演 龍非凡（第12集）                                                               |
| 2023年 | 《殺手廢J》    | 飾演 行動組同事甲（第8集）                                                          |
| 2023年 | 《極度俏郎君》 | 飾演 古龍                                                                           |
| 2024年 | 《無人之境》   | 飾演 羅百輝 （第2集）                                                               |

## 音樂作品

### 個人音樂作品
註：組合名義嘅音樂作品，請睇ERROR。
| 年份   | 歌曲名稱                                                       | 創作團隊 |
| ------ | -------------------------------------------------------------- | --- |
| 2018年 | 《瘋癲世代》 （页面存档备份，存于）                            | 作曲：歐國成 填詞：尤子言、歐國成 Rap詞：吳保錡 編曲：歐國成 監製：Samuel Tam                                   |
| 2019年 | 《遊玩時》 （页面存档备份，存于）                              | 作曲:PØK1 填詞：PØK1 編曲及監製：ZCHRY Recording Engineer：GENGAROFI                                            |
| 2019年 | 《Why you leave me》 （页面存档备份，存于）                    | |
| 2019年 | PØK1 X ERIC FUNG《熱血靈魂》 （页面存档备份，存于）            | 作曲：Percy 填詞：利耀明 Rap詞：Eric Fung 編曲：曾子揚 監製：Samuel Tam 主唱：PØK1 Rap：Eric Fung               |
| 2019年 | 《Juliet》 （页面存档备份，存于）                              | 作曲：gengarofi 填詞：T-Rexx/ gengarofi 編曲：gengarofi                                                         |
| 2020年 | 《First Beginning開始》 （页面存档备份，存于）                 | 作曲：PØK1 , Gengarofi 填詞：PØK1 編曲同監製：Dj yin 錄音：gengarofi                                            |
| 2020年 | P0KI x JNYBeatz《秋冬4U》 （页面存档备份，存于）               | 作曲同填詞：JNYBeatz,PØK1 監製：JNYBeatz                                                                        |
| 2020年 | P0KI x JNYBeatz《Get a real life 》 （页面存档备份，存于）     | 作曲同填詞：JNYBeatz,PØK1 監製：JNYBeatz                                                                        |
| 2020年 | 《Don’t call me back》 （页面存档备份，存于）                  | 作曲同填詞：JNYBeatz,PØK1 監製：JNYBeatz                                                                        |
| 2020年 | 《Last 4 Years》 （页面存档备份，存于）                        | 作曲同填詞：PØK1 編曲：Delta T Beat：Neil Liu                                                                   |
| 2020年 | 《ikigai (生き甲斐 )》 （页面存档备份，存于）                  | 作曲同填詞：PØK1 監製：JNYBeatz                                                                                 |
| 2020年 | 《困》 （页面存档备份，存于）                                  | 作曲：PØK1,JNYBeatz 填詞：PØK1 監製：JNYBeatz                                                                   |
| 2020年 | 《MOONLIGHT》 （页面存档备份，存于）                           | 作曲同填詞：Lil milk 編曲：PØK1                                                                                 |
| 2020年 | PØK1 X Delta T《寫首歌給你聽》 （页面存档备份，存于）          | 作曲：PØK1 ，Delta T 填詞：PØK1，Delta T 編曲:：Delta T 監製：Delta T                                           |
| 2020年 | 《憶》 （页面存档备份，存于）                                  | 作曲：PØK1 填詞：PØK1 ,Dean Zachary 編曲：Dean Zachary Prod：Dean Zachary MIXED：DELTA T                        |
| 2020年 | 《痼》 （页面存档备份，存于）                                  | |
| 2020年 | PØK1 X 雞丁《生活》 （页面存档备份，存于）                     | |
| 2020年 | 《初》 （页面存档备份，存于）                                  | 作曲同填詞：PØK1 編曲同監製：Delta T                                                                            |
| 2020年 | 《Down》 （页面存档备份，存于）                                | 作曲同填詞：PØK1 監製：MADBOII                                                                                  |
| 2020年 | Delta T x JNYBeatz x PØK1《Can't Stop》 （页面存档备份，存于） | 作曲同監製：JNYBeatz 填詞：Delta T, PØK1 & JNYBeatz                                                             |
| 2021年 | 《七師傅I Love You》 （页面存档备份，存于）                    | 作曲同填詞：PØK1 編曲同監製：Delta T                                                                            |
| 2021年 | 《LET ME KNOW》 （页面存档备份，存于）                         | 作曲同填詞：PØK1 監製：Tse_lam                                                                                  |
| 2021年 | 《Alone》 （页面存档备份，存于）                               | 作曲、填詞、編曲同監製：PØK1                                                                                    |
| 2021年 | 《無制限OT編集団の行動綱領》 （页面存档备份，存于）            | 作曲：佐藤英敏 作詞：麥可暉 編曲：大森俊之                                                                      |
| 2021年 | 《W.W.W.M》 （页面存档备份，存于）                             | 作曲同填詞：PØK1 監製：MADBOII Beat by Klimlords x Yago                                                         |
| 2021年 | 《薯片》                                                       | 作曲：PØK1及Wufy 填詞：PØK1 監製：WUFY                                                                          |
| 2022年 | 《猥瑣》 （页面存档备份，存于）                                | 作曲：Larry Wong 填詞：黃偉文 監製：舒文                                                                        |
| 2022年 | 《羅曼蒂克衰亡史》                                             | 作曲：Larry Wong 填詞：黃偉文 監製：舒文                                                                        |
| 2022年 | I Crazy?》 （页面存档备份，存于）                              | 作曲：STEVEN LEE / MiNE / Atsushi Shimada 填詞：T-Rexx(Rap 詞：Dee@Error) 編曲：Atsushi Shimada 監製：Jason Kui |
| 2023年 | 《FOOD HUNTER GO!!!》 （页面存档备份，存于）                   | 作曲、監製：雷深如 J.Arie 填詞：亞木 編曲：陳瑋洛 / Joey Lam 主唱：保錡 X 阿Gi                                  |
| 2023年 | 《Echo my Heart》 （页面存档备份，存于）                       | 作曲：Josef Melin / MiNE 填詞：鍾説 編曲：Josef Melin 監製：Jason Kui                                           |
| 2023年 | 《黑貓》 （页面存档备份，存于）                                | 作曲：林言奕 Andy Lin / 姚逸軒 填詞：亞木 編曲：黃兆銘 / Cousin Fung 監製：羽士十                               |
| 2023年 | 《Hi Auntie》 （页面存档备份，存于）                           | 作曲、監製：雷深如 J.Arie 填詞：梁栢堅 編曲：陳瑋洛 / Joey Lam 主唱：保錡 X 冰姐 X 媚姨（Featuring 尹光）       |
| 2023年 | 《境界》 （页面存档备份，存于）                                | 作曲、編曲：卓峰 填詞：方健樂 主唱：保錡                                                                        |
| 2024年 | 《一二一二》 （页面存档备份，存于）                            | 作曲：Robin Law@KOLOR 填詞：梁栢堅 編曲：J1M3 監製：KOLOR 主唱：保錡 X KOLOR X 阿神 X Pony X Alina X 米露迪     |
| 2024年 | 《人間垃圾》 （页面存档备份，存于）                            | 作曲、填詞：方晧玟 編曲：孔奕佳 監製：許創基 主唱：方晧玟、保錡                                                 |
| 2024年 | 《跑吧，小丑》 （页面存档备份，存于）                          | 作曲、編曲、監製：JNY 填詞：薑檸樂 主唱：吳保錡                                                                 |

### 派台歌曲成績
註：組合名義的派台歌，請參閱ERROR之頁面。
| 派台歌曲成績（五台） | 派台歌曲成績（五台） | 派台歌曲成績（五台） | 派台歌曲成績（五台） | 派台歌曲成績（五台） | 派台歌曲成績（五台） | 派台歌曲成績（五台） | 派台歌曲成績（五台）                                                                          |      |
| -------------------- | -------------------- | -------------------- | -------------------- | -------------------- | -------------------- | -------------------- | --------------------------------------------------------------------------------------------- | ---- |
| 唱片                 | 歌曲                 | 903                  | RTHK                 | 997                  | TVB                  | ViuTV                | 備註                                                                                          | 備註 |
| 2020年               |                      |                      |                      |                      |                      |                      |                                                                                               |      |
|                      | 永遠愛著你           | ×                    | ×                    | ×                    | ×                    | -                    | 與Fatboy、曾贊學、P1X3L合唱 翻唱草蜢作品                                                      |      |
| 2022年               |                      |                      |                      |                      |                      |                      |                                                                                               |      |
|                      | 猥瑣                 | 2                    | -                    | 3                    | ×                    | 1                    | 首支冠軍歌 首支個人派台作品 加拿大至 HIT 中文歌曲排行榜：1                                    |      |
|                      | 羅曼蒂克衰亡史       | -                    | -                    | 2                    | ×                    | -                    | 加拿大至 HIT 中文歌曲排行榜：6                                                                |      |
|                      | Am I Crazy?          | -                    | 20                   | 7                    | ×                    | -                    | Featuring Dee 加拿大至 HIT 中文歌曲排行榜：5                                                  |      |
| 2023年               |                      |                      |                      |                      |                      |                      |                                                                                               |      |
|                      | Echo my Heart        | -                    | -                    | 1                    | ×                    | 5                    | 加拿大至 HIT 中文歌曲排行榜：8                                                                |      |
|                      | 黑貓                 | -                    | -                    | 4                    | ×                    | -                    | 加拿大至 HIT 中文歌曲排行榜：18                                                               |      |
| 2024年               |                      |                      |                      |                      |                      |                      |                                                                                               |      |
|                      | 一二一二             | -                    | ×                    | 13                   | ×                    | -                    | 派台版為與KOLOR合唱版本 ViuTV節目《公司冇逼我跑馬拉松》主題曲 加拿大至 HIT 中文歌曲排行榜：17 |      |
|                      | 人間垃圾             | -                    | ×                    | 9                    | ×                    | 1                    | 與方皓玟合唱 加拿大至 HIT 中文歌曲排行榜：15                                                  |      |
|                      | 跑吧，小丑           | -                    | -                    | 4                    | ×                    | -                    | 另派ROVER、JNYBeatz合唱版本 加拿大至 HIT 中文歌曲排行榜：13                                   |      |
| 2025年               |                      |                      |                      |                      |                      |                      |                                                                                               |      |
|                      | 笑一個               | -                    | -                    | -                    | ×                    | -                    | Featuring GooChan                                                                             |      |

| 903 | RTHK | 997 | TVB | ViuTV | 備註              |
| 0   | 0    | 1   | 0   | 2     | 五台冠軍歌總數：0 |

- （*）上榜中
- （-）未能上榜
- （×）沒有派往該台

## 廣告／代言
| 年份   | 推出日期 | 品牌                         | 內容                                                            |
| ------ | -------- | ---------------------------- | --------------------------------------------------------------- |
| 2019年 | 1月25日  | 高露潔                       | ERROR Rap住話你聽全新配方嘅高露潔有咩Upgrade                    |
| 2019年 | 3月17日  | American Eagle               | 【ERROR 保錡. In Color.】                                       |
| 2019年 | 5月7日   | UA財務                       | UA x ERROR醒你信貸財務知多啲                                    |
| 2019年 | 5月10日  | PayMe                        | PayMe Challenge：Pay得醒大激鬥                                  |
| 2019年 | 5月24日  | derma365                     | 【ERROR爆紅Rap Battle】                                         |
| 2019年 | 6月27日  | 7-Eleven HK                  | 7-Eleven HK - 偽街頭遊戲節目之食雞Battle                        |
| 2019年 | 7月6日   | 恒生銀行                     | #ERROR Shopping篇 為你拆解信用卡獎賞之謎                        |
| 2019年 | 8月6日   | 曼秀雷敦                     | 控油後衛 1痘3                                                   |
| 2019年 | 10月11日 | DOVE                         | ERROR 爆笑演出 佩男秒變女神頭の魔髪術                           |
| 2020年 | 3月30日  | ACUVUE®                      | 【ERROR x ACUVUE®】戴con有期限？！                              |
| 2020年 | 7月24日  | 樂敦Z                        | 【ERROR四子爭做廣告主角互相廝殺?!】                             |
| 2020年 | 7月27日  | Deliveroo                    | 戶戶送85折子戲 之 十八相送                                      |
| 2020年 | 8月9日   | Zoflora®️                    | 【Error快閃✨家居消毒Tips】                                     |
| 2020年 | 8月19日  | Deliveroo                    | ERROR四子同戶戶送一齊踩入每一戶                                 |
| 2020年 | 9月14日  | 葡萄適                       | 「防負少年團」x ERROR                                           |
| 2020年 | 9月20日  | The Club                     | Club Hope                                                       |
| 2020年 | 9月25日  | Citygate Outlet              | 【 Citygate Outlets運動啦！全民GYM友會會🏻                        |
| 2020年 | 10月24日 | 海洋公園                     | 海洋公園「夜．玩．派」Ocean Park "GAME-ALL-NIGHT                |
| 2021年 | 1月3日   | ViuTV                        | ViuTV 2021年「牛年恭喜發財廣告套餐」廣告 ERROR篇                |
| 2021年 | 1月28日  | Biohealth Plus 寶寧健        | 騎呢男團 #ERROR 宣布收皮！？錯晒！係度鬥修皮 !!!!!!! （足本版） |
| 2021年 | 6月14日  | Deliveroo                    | 戶戶送全新概念單曲《熱到除3》戶戶送概念單曲《熱到除3》第二彈    |
| 2021年 | 6月18日  | LG HK                        | LG 自發光Moment有獎遊戲                                         |
| 2021年 | 6月29日  | 八達通                       | ERROR流忍者BOSS出場!                                            |
| 2021年 | 7月19日  | HSBC 滙豐銀行                | 【滙豐信用卡 - 最紅大折日：最紅應援團ERROR大跳應援舞】          |
| 2021年 | 9月2日   | Roger Vivier X Madame Figaro | Roger Vivier ‘Do We Show’ Pop-in Hong Kong宣傳                  |
| 2021年 | 9月11日  | Deliveroo X Parknshop        | 《戶戶送呈獻：前夫你做煮》                                      |
| 2021年 | 9月21日  | Promessa＠周生生             | 周生生 X ERROR                                                  |
| 2021年 | 11月8日  | Deliveroo                    | 【碌碌6折】戶戶送6週年啦！                                      |
| 2022年 | 1月19日  | Foot Locker                  | Foot Locker HK                                                  |
| 2022年 | 6月22日  | Deliveroo                    | 試新除 3                                                        |
| 2022年 | 11月4日  | New Era HK                   | New Era HK                                                      |
| 2022年 | 11月     | Deliveroo                    | 戶戶送7週年                                                     |
| 2023年 | 4月4日   | MERRELL                      | MERRELL After Sport Sandals系列 HUT ULTRA WRAP                  |
| 2023年 | 8月23日  | New Era HK                   | NewEraHK                                                        |
| 2023年 | 10月4日  | 揹水一戰                     | 揹水一戰宣傳大使                                                |
| 2024年 | 1月20日  | Oakley                       | Oakley X Cam2                                                   |
| 2024年 | 1月21日  | ANESSA                       | 極防水美肌UV乳液                                                |
| 2024年 | 3月25日  | New Era Cap                  | New Era 秋冬嶄新街頭造型                                        |
| 2024年 | 4月6日   | Deliveroo                    | Deliveroo X 譚仔                                                |
| 2024年 | 5月10日  | New Era Cap                  | New Era 59FIFTY® 70 週年                                        |
| 2024年 | 5月8日   | Oakley                       | Oakley 新款眼鏡 Sphaera、BiShpaera 以及 Latch Panel             |
| 2024年 | 7月10日  | New Balance                  | New Balance 1906R 鞋款                                          |
| 2024年 | 7月11日  | New Balance                  | New Balance 1906R 鞋款                                          |
| 2024年 | 7月15日  | New Balance                  | New Balance 574 鞋款                                            |
| 2024年 | 8月3日   | Sprite                       | 雪碧限量版禮盒裝                                                |
| 2025年 | 1月13日  | 撒龍巴斯                     | 撒隆巴斯鎮痛噴霧                                                |
| 2025年 | 5月11日  | 葡萄適                       | ERROR x 葡萄適 撐起狀態                                         |

## 電台訪問
|        | 日期     | 節目名稱                        | 電台       | 備註                                           |  |
| 2018年 | 12月14日 | 娛樂Hot Pop                     | 新城知訊台 |                                                |  |
| 2018年 | 12月21日 | 一圈圈                          | 雷霆881    |                                                |  |
| 2019年 | 1月4日   | Gimme 5                         | 香港電台   |                                                |  |
| 2019年 | 2月12日  | 早霸王                          | 叱咤903    |                                                |  |
| 2019年 | 9月30日  | 騷動音樂                        | 香港電台   | 《我無嘢撈》宣傳                               |  |
| 2019年 | 10月22日 | 叱咤樂壇                        | 叱咤903    | Talk Show宣傳                                  |  |
| 2019年 | 10月25日 | 口水多過浪花                    | 叱咤903    | 宣傳                                           |  |
| 2019年 | 11月19日 | 早霸王                          | 叱咤903    |                                                |  |
| 2019年 | 11月27日 | Gimme 5                         | 香港電台   |                                                |  |
| 2019年 | 12月13日 | 一圈圈                          | 雷霆881    |                                                |  |
| 2019年 | 12月24日 | 口水多過浪花                    | 叱咤903    | 聖誕特別篇                                     |  |
| 2020年 | 1月19日  | 麻利有隻小綿羊                  | 叱咤903    | 分享四子的音樂選擇                             |  |
| 2020年 | 4月9日   | 叱咤樂壇                        | 叱咤903    |                                                |  |
| 2020年 | 4月27日  | 一圈圈                          | 雷霆881    |                                                |  |
| 2020年 | 4月28日  | 口水多過浪花                    | 叱咤903    |                                                |  |
| 2021年 | 8月3日   | 口水多過浪花                    | 叱咤903    | 《我們不Chok》宣傳                             |  |
| 2021年 | 8月11日  | 一圈圈                          | 雷霆881    | 《我們不Chok》宣傳                             |  |
| 2021年 | 8月13日  | 三五成群                        | 香港電台   | 《我們不Chok》宣傳                             |  |
| 2021年 | 8月17日  | 騷動音樂                        | 香港電台   | 《我們不Chok》宣傳                             |  |
| 2021年 | 8月29日  | 漫動作                          | 香港電台   | 為《鱷魚君最後的一百天》宣傳                   |  |
| 2022年 | 3月2日   | 叱咤樂壇                        | 叱咤903    | 與DeeGor一同出席宣傳《愛情值日生》             |  |
| 2022年 | 4月20日  | 叱咤樂壇 （页面存档备份，存于） | 叱咤903    | 為首支個人派台作品《猥瑣》宣傳                 |  |
| 2022年 | 4月26日  | 早霸王 （页面存档备份，存于）   | 叱咤903    | 為首支個人派台作品《猥瑣》宣傳                 |  |
| 2022年 | 5月4日   | 口水多過浪花                    | 叱咤903    | 為首支個人派台作品《猥瑣》宣傳                 |  |
| 2022年 | 5月5日   | 聖艾粒LaLaLaLa                  | 叱咤903    | 為首支個人派台作品《猥瑣》宣傳                 |  |
| 2022年 | 5月9日   | 一圈圈                          | 雷霆881    | 為首支個人派台作品《猥瑣》宣傳                 |  |
| 2022年 | 5月28日  | 雷霆音樂圈                      | 雷霆881    | 為首支個人派台作品《猥瑣》宣傳                 |  |
| 2022年 | 10月12日 | 叱咤樂壇                        | 叱咤903    | 為派台作品《羅曼蒂克衰亡史》宣傳               |  |
| 2023年 | 5月18日  | 叱咤樂壇                        | 叱咤903    | 為派台作品《Echo My Heart》宣傳                |  |
| 2023年 | 5月18日  | 自主人生                        | 新城知訊台 | 為派台作品《Echo My Heart》宣傳                |  |
| 2023年 | 5月25日  | 勁爆樂勢力                      | 新城知訊台 | 為派台作品《Echo My Heart》宣傳                |  |
| 2023年 | 5月31日  | Bad Girl佬                      | 叱咤903    |                                                |  |
| 2023年 | 6月11日  | 莤選快樂                        | 雷霆881    |                                                |  |
| 2023年 | 6月13日  | 早霸王                          | 叱咤903    |                                                |  |
| 2023年 | 6月17日  | 雷霆音樂圈                      | 雷霆881    | 為派台作品《Echo My Heart》宣傳                |  |
| 2023年 | 7月12日  | 廣東歌關注組                    | 叱咤903    |                                                |  |
| 2023年 | 8月16日  | 口水多過浪花                    | 叱咤903    | 為電影《陰目偵信》宣傳                         |  |
| 2023年 | 8月22日  | 守下留情                        | 香港電台   | 為電影《陰目偵信》宣傳                         |  |
| 2023年 | 9月12日  | 叱咤樂壇                        | 叱咤903    | 為歌曲《枱底隧道》宣傳                         |  |
| 2023年 | 10月7日  | 公子會                          | 叱咤903    | 為歌曲《黑貓》宣傳                             |  |
| 2023年 | 10月26日 | 一圈圈                          | 雷霆881    | 為歌曲《黑貓》宣傳                             |  |
| 2023年 | 10月30日 | 口水多過浪花                    | 叱咤903    | 為歌曲《黑貓》宣傳                             |  |
| 2023年 | 11月8日  | 星光背後                        | 雷霆881    | 為歌曲《黑貓》宣傳                             |  |
| 2023年 | 12月3日  | 叱咤樂壇                        | 叱咤903    | 為歌曲《四五成群》宣傳                         |  |
| 2023年 | 12月     | 雲妮鍾情                        | 叱咤903    | 於星閃閃環節為歌曲《四五成群》宣傳             |  |
| 2024年 | 5月22日  | 咜咤樂壇                        | 叱咤903    | 歌曲《人間垃圾》宣傳                           |  |
| 2024年 | 6月6日   | 勁爆樂勢力                      | 新城知訊台 | 歌曲《人間垃圾》宣傳                           |  |
| 2024年 | 6月10日  | 原來生活好快樂 - 快樂紅人       | 新城知訊台 | 歌曲《人間垃圾》宣傳                           |  |
| 2024年 | 6月17日  | <音樂五重奏> 說故事的人         | 新城財經台 | 為歌曲《人間垃圾》宣傳                         |  |
| 2024年 | 7月8日   | 1圈圈                           | 雷霆881    | 同陳安立一齊為電視節目《我們與金牌的距離》宣傳 |  |
| 2024年 | 8月12日  | 叱咤樂壇                        | 叱咤903    | 為歌曲《無敵聖衣》宣傳                         |  |
| 2024年 | 8月16日  | 支力支力                        | 叱咤903    | 為歌曲《無敵聖衣》宣傳                         |  |
| 2024年 | 8月25日  | 茜選快樂                        | 雷霆881    | 為歌曲《無敵聖衣》宣傳                         |  |
| 2024年 | 9月7日   | 雷霆音樂圈                      | 雷霆881    | 為歌曲《無敵聖衣》宣傳                         |  |
| 2024年 | 9月29日  | 二人限聚                        | 叱咤903    | 為歌曲《無敵聖衣》宣傳                         |  |
| 2024年 | 10月9日  | 叱咤樂壇                        | 叱咤903    | 為歌曲《跑吧，小丑》宣傳                       |  |
| 2024年 | 10月18日 | 強大人Get Set Go                | 叱咤903    | 關於踢足球的訪問                               |  |
| 2024年 | 12月13日 | 叱咤樂壇                        | 叱咤903    | 《野舞士》宣傳                                 |  |
| 2024年 | 12月23日 | 早霸王                          | 叱咤903    | 《野舞士》宣傳                                 |  |
| 2024年 | 12月25日 | 有誰共鳴                        | 雷霆881    | 《野舞士》宣傳                                 |  |
| 2024年 | 12月27日 | 雲妮鍾情                        | 叱咤903    | 《野舞士》宣傳                                 |  |
| 2024年 | 12月27日 | 一家大細                        | 雷霆881    | 《野舞士》宣傳                                 |  |
| 2024年 | 12月31日 | 口水多過浪花                    | 叱咤903    | 《野舞士》宣傳                                 |  |
| 2025年 | 1月5日   | 咜咤樂壇                        | 叱咤903    | 歌曲《跑吧，小丑！》宣傳                       |  |
| 2025年 | 1月8日   | 廣東歌關注組                    | 叱咤903    | 為歌曲《野舞士》宣傳                           |  |
| 2025年 | 2月9日   | 發式生活                        | 雷霆881    | 為歌曲《野舞士》宣傳                           |  |

### 海外電台訪問
| 年份   | 日期    | 節目名稱                | 電台                                     | 備註 |
| ------ | ------- | ----------------------- | ---------------------------------------- | ---- |
| 2022年 | 6月29日 | 紐約華語電台SinoTV MRBI | 偶像名人台Super Idol Chat Chat Chat EP38 |      |

## 公開活動
| 年份   | 活動名稱                                                            | 內容 |
| ------ | ------------------------------------------------------------------- | --- |
| 2018年 | 《2018 THE FIRST MIRROR LIVE CONCERT》                              | 擔任嘉賓 |
| 2018年 | 《香港交通銀行除夕倒數》                                            | 快閃演唱《404》與《非常夏日》 |
| 2019年 | 《American Eagle 沙田新城市新店開幕》                               | 擔任嘉賓 |
| 2019年 | 第38屆香港金像獎頒獎典禮                                            | 出席活動及行紅地毯 |
| 2019年 | 《娛樂風雲》記者會                                                  | 宣傳節目及玩遊戲 |
| 2019年 | 《人到中年 口不擇言》ERROR道歉招待會2019                            | Talk Show |
| 2019年 | 《花姐ERROR遊2》記者會                                              | |
| 2019年 | 《新城電台新人大熱唱2019》                                          | 演唱歌曲《我們不碎》 |
| 2019年 | 《香港除夕倒數》2019                                                | 演唱歌曲《我們不碎》 |
| 2020年 | 《埋班作樂》作品展──培育計劃成果總結音樂會                          | 演唱歌曲《緊箍咒》 |
| 2020年 | 《Dusty Bottle & Friends@ Paradise音樂會》                          | 演唱歌曲《我們很帥》 |
| 2021年 | ViuTV《夏日電視賞》記者招待會                                       | |
| 2021年 | 《C Allstar集合吧演唱會2021》                                       | 演唱歌曲《我們很帥》和《我們不Chok》 |
| 2021年 | 《力圖打排球》記者會                                                | 與MIRROR、鄧麗欣及羽毛球港隊成員謝映雪、鄧俊文等一同出席                                                                                  |
| 2021年 | 《鱷魚君最後的100天》（粵語版）首映禮                               | 電影宣傳及訪問 |
| 2021年 | 《Chill Club THE NEW VIBES》演唱會                                  | ERROR與歌手鄭欣宜、陳凱泳及岑寧兒共同演出                                                                                                 |
| 2021年 | 《2021年度叱咤樂壇流行榜頒獎典禮》記者會                            | ERROR全體出席 |
| 2021年 | 《新城勁爆頒獎禮2021》                                              | ERROR全體出席，與C All Star及MIRROR同獲勁爆組合獎項                                                                                       |
| 2022年 | 《2021年度叱咤樂壇流行榜頒獎典禮》                                  | 出席組合 |
| 2022年 | 《MakerVille - Meet the Makers》記者會                              | ERROR全體出席，並獻唱《愛情值日生》 |
| 2022年 | NowTV《FIFA世界盃2022》記者會                                       | 以世界盃宣傳大使身份出席 |
| 2022年 | 《ERROR自爆96小時》記者會                                           | ERROR全體出席 |
| 2022年 | 《903 All Star籃球賽》                                              | ERROR全體出席 |
| 2022年 | 《ViuTV 2023》                                                      | ERROR全體出席ViuTV2023節目巡禮，公佈四人參演劇集《極度俏郎君》                                                                            |
| 2022年 | 《搜尋人氣大獎2022 頒獎典禮》                                       | ERROR全體出席並獲得「本地音樂組合」大獎                                                                                                   |
| 2022年 | 微電影《足動生命》首映禮                                            | 以演員身份出席 |
| 2022年 | 《新城勁爆頒獎禮2022》                                              | ERROR全體出席，ERROR獲勁爆組合獎項，吳保錡個人獲勁爆新人獎項                                                                              |
| 2023年 | 《叱咤樂壇頒獎典禮2022》                                            | |
| 2023年 | 《究食狩獵王》記者會                                                | 節目宣傳 |
| 2023年 | 《陰目偵信》開鏡儀式                                                | ERROR全體以主要演員身份出席 |
| 2023年 | 《Chill Club 推介榜年度推介22/23》記者會                            | 以歌手及ERROR代表身份出席 |
| 2023年 | 《極度俏郎君》記者會                                                | 以主演身份出席宣傳 |
| 2023年 | 《ViuTV年中無休2023節目發佈會》                                     | 與Dee代表ERROR出席 |
| 2023年 | 《Chill Club 推介榜年度推介22/23》                                  | 獲得男新人銀獎，ERROR獲組合銀獎 |
| 2023年 | 《方皓玟音樂會2023｜Katch Our Life》                                | ERROR全體為演唱會嘉賓 |
| 2023年 | 《CHILL CLUB : The Alternative 音樂會》                             | 為音樂會嘉賓 |
| 2023年 | 《ERROR暑期自作業文藝大匯演》                                       | ERROR全體 |
| 2023年 | 《全民造星V總決賽》                                                 | 後台直擊和造星彩蛋 |
| 2023年 | 《全星暑假》記者會                                                  | ERROR全體宣傳綜藝節目《ERROR暑期自作業》                                                                                                  |
| 2023年 | 《陰目偵信》開鏡儀式                                                | ERROR全體 |
| 2023年 | 《Yahoo Lunch K× Live》                                             | 保錡同肥仔為演出嘉賓 |
| 2023年 | 古巨基演唱會《I REALLY LOVE TO SING》                               | 表演嘉賓 |
| 2023年 | 《陰目偵信》首映禮                                                  | 作為主要演員出席首映禮 |
| 2023年 | 《新城勁爆頒獎典禮2023》記者會                                      | 以歌手身份出席 |
| 2023年 | 《新城勁爆頒獎典禮2023》                                            | ERROR獲勁爆組合獎，吳保錡個人獲人氣偶像獎                                                                                                 |
| 2024年 | 《叱咤樂壇頒獎典禮2023》                                            | |
| 2024年 | 《公司冇逼我跑馬拉松》記者會                                        | 宣傳節目 |
| 2024年 | 揹水一戰開步禮                                                      | 開步禮嘉賓 |
| 2024年 | 《Katch the Pop》記者會                                             | 公佈將與MIRROR的Lokman, Alton, Tiger,Frankie及Stanley一同舉行音樂會，另外韓國女星Jessica將任嘉賓。                                        |
| 2024年 | 《Chill Club推介榜2023/24》記者會                                   | 宣傳節目 |
| 2024年 | 《12怪盜》首映禮                                                    | 宣傳電影 |
| 2024年 | 宏利創業講座                                                        | 演講嘉賓 |
| 2024年 | New Era 59FIFTY 70周年                                              | 出席嘉賓 |
| 2024年 | 《Chill Club推介榜2023/24》                                         | |
| 2024年 | 《笑一個》街頭busking                                               | 《笑一個》短片拍攝 |
| 2024年 | 《Katch The Pop》演唱會                                             | 為ERROR與MIRROR成員Alton、Tiger、Stanley、Frankie及Lokman加上韓國女星Jessica一同舉行之演唱會 Dee哥學韓式呼吸 ERROR讚Tiger加入死腳膠助昇華 |
| 2024年 | 《ViuTV全城奧運 傳承狂熱》記者會                                    | 以星級觀眾身份出席 |
| 2024年 | 《置富 Malls x Kakao Friends 【Sport Mania 萌爆健兒運動會開幕禮】》 | 同 Beanies 擔任開幕禮表演嘉賓 |
| 2024年 | 《AIRSIDE 最強足球 2 vs 2 冠軍盃》                                  | 與試當真導演贊師父組隊 VS 小薯茄成員 程仁富 同埋試當真成員 蘇致豪 進行明星表演賽 。                                                       |
| 2024年 | 《Viu 2025》                                                        | |
| 2024年 | 《Chill Club Thai Pop Festival》記者會                              | |
| 2024年 | 《2024年度叱咤樂壇頒獎典禮》記者會                                  | |
| 2024年 | New Balance《Run Your Play Music Day》                              | 獻唱共6首歌曲 |
| 2024年 | 《Chill Club Thai Pop Festival》演唱會                              | 與MIRROR成員Frankie、Tiger、Lokman、Stanley和Alton一同舉行之演唱會                                                                        |
| 2024年 | 大埔超級城《ERROR死腳膠千萬巨蛋自作夢》記者會                       | 以搖滾樂隊死腳膠的Bandleader身份出席 |
| 2024年 | 《903 All Star籃球賽》                                              | ERROR全體出席 |
| 2024年 | 《903 All Star足球賽》                                              | 出席踢波 |
| 2024年 | 《1222 Chill Out Night》                                            | 講者及唱歌表演 |
| 2024年 | ERROR六周年簽唱會                                                   | ERROR全體席簽唱會並宣佈舉行演唱會 |
| 2024年 | 《宇宙跳唱天團 ERROR報佳音》                                        | 分別到尖沙咀、旺角及銅鑼灣報佳音 |
| 2025年 | 《叱咤樂壇頒獎典禮2024》                                            | |
| 2025年 | 《What's Going Wrong》演唱會                                        | ERROR演唱會 |
| 2025年 | 陳慧嫻《The Fabulous 40 Priscilla》                                 | 表演嘉賓 |
| 2025年 | 《Chill Club 推介榜年度推介23/24》                                  | |
| 2025年 | Makerville《Matchical》School Tour                                  | 第一站：與Rover一同演出 |

## 其他演出／訪問
| 年份   | 演出 | 內容 |
| ------ | --- | --- |
| 2018年 | 【UM劇場】兩個邊緣青年《27歲行動》 勇敢捱過人生關口                                                                        | 演員 |
| 2019年 | 《花市ERROR遊》 | 主持 |
| 2019年 | ERROR豬年9up運程 | 新年運程 |
| 2019年 | 《ViuTV 2020》 | 作為表演嘉賓，演唱《殺死我的經理人》、《眼睛想旅行》及日文歌 |
| 2020年 | WHIZOO整蠱企劃—ERROR!你今次仲唔中計?!                                                                                      | 嘉賓 |
| 2020年 | 【MADTV EP.08】挑戰地獄辣拉麵 食辣秘訣?                                                                                    | 嘉賓 |
| 2020年 | 【MADTV EP.10】2 vs 2 室內大亂鬥                                                                                           | 嘉賓 |
| 2020年 | 【60秒鐘音樂雜誌．歌手專訪．第88話】保錡P0K1 x JNY嘻哈風格Rap出態度                                                        | 受訪 |
| 2020年 | Don't call me back, Last 4 Years \| DROP IT \| FRUITPUNCH TV                                                               | 表演歌曲及訪問 |
| 2020年 | 【60秒鐘音樂雜誌．歌手專訪．第88話】保錡P0K1 x JNY嘻哈風格Rap出態度                                                        | 嘉賓 |
| 2020年 | WHIZOO全新遊戲節目 —— 🐺《餓狼の傳說》🐺「恭賀中秋篇🌕」第一回                                                             | 嘉賓 |
| 2020年 | 《餓狼の傳說》🐺「過期中秋篇🌘」第二回                                                                                     | 嘉賓 |
| 2020年 | 【60秒鐘音樂雜誌．歌手專訪．135話】阿神曾贊學用行動告訴你：I am Going ON                                                   | 以producer身份接受訪問 |
| 2021年 | NowTV Sport歐洲國家盃第三聲道                                                                                              | ERROR擔任主持 - 出席發佈會 （页面存档备份，存于） - 擔任共十場賽事之嘉賓主持 |
| 2021年 | 《保鑣救殺手2》宣傳片配音                                                                                                  | ERROR為電影宣傳片配音及接受訪問 |
| 2021年 | NowTV Sport 英超第三聲道                                                                                                   | 擔任主持 - 出席Now Sports節目巡禮記者招待會 - 2021年10月3日 曼城 對 利物浦 - 2021年10月16日 曼聯 對 李斯特城 - 2021年10月24日 曼聯 對 利物浦 - 2021年10月31日 紐卡素 對 曼聯 - 2021年11月6日 曼城 對 曼聯 - 2021年11月20日 李斯特城 對 車路士 - 2021年12月26日 曼城 對 李斯特城 |
| 2021年 | 《ERROR 3週年 世紀保齡球大獎賽》                                                                                           | ERROR成軍三周年活動 |
| 2022年 | NowTV Sport 英超第三聲道                                                                                                   | 擔任主持 - 2022年1月15日 曼城 對 車路士 - 2022年1月22日 曼聯 對 韋斯咸 - 2022年2月12日 曼聯 對 修咸頓 - 2022年2月19日 利物浦 對 諾域治 - 2022年4月10日 曼城 對 利物浦 - 2022年4月16日 曼聯 對 諾域治                                                                            |
| 2022年 | 【微辣遊戲王 - 點指叮叮】193自爆自己長度，ERROR成員綜藝老手轉數快！一句話激嬲伴侶，豪Dee話「細」，Rachel即嬲！？           | 嘉賓 |
| 2022年 | 《GMAG封面》2022 MAY - 保錡 POKI《BACK》為追夢曾經剷屎？而家嘅愛情觀係點？                                                 | 封面人物 |
| 2022年 | 封面人物：保錡 Poki@Error                                                                                                  | 封面人物 |
| 2022年 | People / ♯ Music Edition - 保錡_偏見・自嘲・ 更加好                                                                        | 受訪 |
| 2022年 | MOOV 2022新人集合！ | 嘉賓 |
| 2022年 | 【Yahoo Lunch K 直播】 | 演唱《猥瑣》、《年度之歌》及《擇日失戀》 |
| 2022年 | 【熊館】吳保錡：『 我由細到大想做明星！怕咩認』                                                                            | 受訪 |
| 2022年 | 【MINDLY JOURNAL】吳保錡 POKI NG ・ ONE MAN ROMANCE 一人浪漫                                                               | 受訪 |
| 2022年 | Music Panda EP24 | 擔任嘉賓演唱歌曲 |
| 2022年 | 《電競FF平行時空足球大賽》                                                                                                 | 參與 |
| 2022年 | [JFFLive]Am JFFT Crazy(FT.保錡、Alice)                                                                                     | 受訪 |
| 2022年 | 雷霆881廣播劇《情敵恰眼瞓》                                                                                                | 飾演 Parker 一角 |
| 2022年 | 張飛‧保錡@ERROR： 想操到Tyson Yoshi咁大隻！｜世界盃最撐英格蘭｜新歌叫阿Dee扮hater？｜從足球領悟人生｜#飛人生活 #TicketLife | 受訪 |
| 2022年 | 埔報 第九期實體版 | 受訪 |
| 2023年 | Music Panda EP31 | 擔任嘉賓演唱歌曲 |
| 2023年 | Sportso-mate EP.56 | 受訪 |
| 2023年 | 毛記電視 《師傅到》第五集                                                                                                  | 受訪 |
| 2023年 | 【大師兄Friend嚟喇】S1E5                                                                                                   | 受訪 |
| 2023年 | bluesky.channel | 受訪 |
| 2023年 | days.end.mag | 受訪 |
| 2023年 | 明周： 吳保錡ERROR兄弟情「proud of對方」 跑步上癮領悟人生                                                                  | 受訪 |
| 2023年 | 尋寶網 | 受訪 |
| 2023年 | [JFFLive]床哥心事台 有你有我(FT.保錡)                                                                                      | 客席嘉賓 |
| 2023年 | 閱評流 | 受訪 |
| 2023年 | AM730 | 受訪 |
| 2023年 | 道理書 | 受訪 |
| 2023年 | 娛樂01 | 受訪 |
| 2023年 | 水野月 | 演出短片 |
| 2023年 | 衛食攻略：保錡＠ERROR公然表白 大爆人生金句 [ 衛食攻略 EP.70 ]                                                              | 受訪 |
| 2023年 | 24/7Talk Episode 113 ft. 吳保錡                                                                                            | 受訪 |
| 2023年 | 《Men's uno》 | 受訪 |
| 2023年 | Insports Hub | 受訪 |
| 2023年 | Sport Tune | 受訪 |
| 2023年 | 游大東 | 受訪 |
| 2023年 | MRRM 8月號 | 受訪 |
| 2023年 | 古巨基 X 保錡 - 社會常識問答大賽！                                                                                         | 《星戰》宣傳 |
| 2023年 | Black Box office 直接回應負評！保錡：做電視唔係高高在上！                                                                  | 受訪 |
| 2023年 | [附字幕] 論盡專訪 ERROR 《四五成群》                                                                                       | 受訪 |
| 2023年 | 谷live訪問 | 受訪 |
| 2023年 | ERROR 五週年見面會前圍爐取暖 YouTube Live                                                                                  | 受訪 |
| 2024年 | 白兵Youtube | 受訪 |
| 2024年 | Sportunes | 受訪 |
| 2024年 | SportSoho雜誌封面人物 | 受訪 |
| 2024年 | Jet Magazine | 受訪 |
| 2024年 | 中醫師徐澤昌博士健康頻道                                                                                                   | 受訪 |
| 2024年 | X Wallet Presents: 《陳伯挑你機》之「體能之癲」                                                                            | 參加者 |
| 2024年 | 咩跑會咁巴閉 ep54 | 受訪 |
| 2025年 | 電笠ERROR訪問 | 受訪 |
| 2025年 | 筆記會客室 | 受訪 |

## 演唱會
| 年份   | 日期     | 演出                       | 內容 |
| ------ | -------- | -------------------------- | ---- |
| 2021年 | 10月20日 | Chill Club The New Vibes   |      |
| 2023年 | 6月17日  | Chill Club The Alternative |      |
| 2024年 | 6月8日   | Katch The Pop              |      |

## 獎項及提名
2022年度
- Yahoo! 搜尋人氣大獎2022 - 本年音樂組合
- 新城勁爆頒獎禮2022 - 勁爆新人
- 2022年度加拿大A1流行榜年終總 - 我最愛的新人

2023年度
- Chill Club 推介榜年度推介22/23 - Chill Club年度新人男歌手 銀獎
- 新城勁爆頒獎禮2023 - 勁爆人氣偶像

## 外部連結
- 吳保錡的新浪微博
- 吳保錡 PØK1的Instagram帳戶
- 吳保錡 PØK1的Facebook專頁
- 吳保錡 PØK1的Youtube頻道 （页面存档备份，存于）
- 吳保錡 PØK1的threads帳戶 （页面存档备份，存于）
- 吳保錡 PØK1的Instagram 廣播

電影平台
- Hong kong Movie -吳保錡 PØK1 （页面存档备份，存于）